# Castillo de Albocácer
El castillo de Albocácer fue construido en 1249. Se trata de un castillo templario, que se encuentra en el centro del núcleo urbano.
De estilo gótico y planta irregular, incluía dos patios, tres plantas y dos galerías, que adquiere su fisonomía característica con la ampliación ordenada por Artal de Alagón en 1289, ampliación que incluía la construcción de dos torres en las esquinas principales.
Pasó posteriormente a la orden de Montesa en 1319 y en 1558 se acometieron nuevas reformas y remodelaciones.
En la actualidad solo restan unas interesantes ruinas con lienzos de muralla y alguna torre.
- Datos: Q4889674